# カナダ銀行
カナダ銀行（カナダぎんこう、英語: Bank of Canada; BOC, フランス語: Banque du Canada）は、カナダの中央銀行である。本店のバンク・オブ・カナダ・ビルディングはオタワのウェリントン通りとバンク通りの角にある。

## 歴史
20世紀初頭までカナダには長い間中央銀行がなく、政府による貨幣供給はほとんどない状態であった。そのため、国内大手の銀行が独自に貨幣を発行していた。
財務省は小額の銀行券のみを発行し、当時、国内最大の銀行であったモントリオール銀行が政府の銀行としての役割を担っていた。カナダ国内では安定した銀行制度が広く行き渡っていたため、アメリカ国内の決済システムが混乱したような流動性の問題に直面することがなく、統括管理する中央銀行の必要性が生じなかった。銀行制度はカナダ銀行協会が政府との調整に基づいて規定していた。
20世紀初頭には中央銀行の必要性を訴える人々（主に農家）が見られたが、すぐに体制が変えられることはなかった。この情勢を変えたのが世界恐慌で、不況を悪化させたとして国内銀行がとった政策への風当たりが強くなり、中央銀行を必要とする農家は製造業者や他の業界と手を組んだ。一方でモントリオール銀行のライバル行であるカナダロイヤル銀行の働きかけがあり、モントリオール銀行から政府ビジネスがなくなることを望んでいた。政府もまた外国債券を直接取り扱う権限がない不自然な状態の打開を主張した。
1933年にリチャード・ベネット首相は王立委員会を招集し、中央銀行発足の決定が発表された。そして、カナダ銀行法にもとづき、中央銀行の運営は1935年3月11日に開始された。当初、中央銀行は政府の介入を受けない独立した法人として設立されたが、1938年にマッケンジー・キング首相のもと、政府直営の国営会社へと変わり、総裁は内閣によって選ばれた。また、財務省より小額の銀行券の発行業務が移管され、1949年には市中銀行の各行が独自に発行していた従来の紙幣の回収を命じられた。
第二次世界大戦時には、中央銀行がカナダ財政において重要な役割を担い、戦後、カナダ経済の発展を促す役割を担うことが義務化された。また、カナダ経済の投資を促進する目的で子会社である産業発展銀行（IDB、現在のBDC）が設立された。中央銀行の初期の金融政策は低金利と完全雇用に向けられ、インフレーションへの関心はほとんど向けられていなかった。1960年代にインフレが始まったため、ジェームズ・コイン総裁はマネーサプライを減らす政策をとったが、ジョン・ディーフェンベーカー首相はこの動きに反対し、完全雇用政策に戻した。中央銀行は本来、政府の管理下にあってはならないが、このことで短期の間、危機を招いた。そして、コイン総裁は罷免となり、ルイス・ラスミンスキーが後を引き継いだ。その後、徐々に反インフレ政策へと傾き、1980年代よりインフレ抑制が最大の優先課題となった。

## 役割
1935年、カナダ銀行法の基づき、カナダ経済と金融の健全な発展を目的として設立された。国内唯一の発券銀行としてカナダ銀行券の発行およびカナダドルの管理を行う。
現行の使命：
「The Bank of Canada's responsibilities focus on the goals of low and stable inflation, a safe and secure currency, financial stability, and the efficient management of government funds and public debt.」（原文）
しかし、実際には限られた範囲で特定の定義があり、インフレを1%から3%以内に抑えることが義務化されている。また、1998年以降、カナダドルの為替交換レートに対する管理・介入はほとんどなされていない。

## 総裁
カナダ銀行の頭取は総裁と呼ばれ、銀行の理事会で選ばれる。任期は7年で政府によって解任することはできない。政府と中央銀行との間の協定に大きく反した場合にかぎり、財務大臣は中央銀行に対し、政策を変更するよう書面で指示を出すことができる。ただし、この権利が行使されたことは一度もなく、実際は政府から独立して総裁が金融政策を決定している。
- カナダ銀行総裁
  - ティフ・マックレム（英語版）（2020年〜）
  - スティーブン・ポロズ（英語版）（2013年〜2020年）
  - マーク・カーニー(2008年-2013年)
  - デイビット・A・ドッジ（英語版） (2001-2008年)
  - ゴードン・ティーセン（英語版） (1994-2001年)
  - ジョン・クロー（英語版） (1987-1994年)
  - ジェラルド・ブーエ（英語版） (1973-1987年)
  - ルイス・ラスミンスキー（英語版） (1961-1973年)
  - ジェームズ・コイン（英語版） (1955-1961年)
  - グラハム・タワーズ（英語版） (1934-1954年)